# Championnat du monde des voitures de sport 1957
1956 1958
Le Championnat du monde des voitures de sport 1957 est la 5e saison du Championnat du monde des voitures de sport (WSC) FIA. Il est réservé aux voitures de sport qui vont courir à travers le monde dans des courses d'endurance. Il s'est couru du 20 janvier 1957 au 3 novembre 1957, comprenant sept courses.

## Calendrier
| Manche | Course                           | Circuit                        | Participants | Date          |
| ------ | -------------------------------- | ------------------------------ | ------------ | ------------- |
| 1      | 1 000 kilomètres de Buenos Aires | Autódromo Oscar Alfredo Gálvez | 24           | 20 janvier    |
| 2      | 12 Heures de Sebring             | Sebring International Raceway  | 66           | 23 mars       |
| 3      | Mille Miglia                     | Brescia                        | 310          | 12 mai        |
| 4      | 1 000 kilomètres du Nürburgring  | Nürburgring                    | 67           | 26 mai        |
| 5      | 24 Heures du Mans                | Le Mans                        | 54           | 22 au 23 juin |
| 6      | 6 Heures de Kristenstad          | Rabelöfsbanan                  | 29           | 11 août       |
| 7      | Grand Prix du Venezuela          | Caracas                        | 32           | 3 novembre    |

## Résultats de la saison

### Attribution des points
Les points sont distribués aux six premiers de chaque course dans l'ordre de 8-6-4-3-2-1.
Les constructeurs ne reçoivent les points que de leur voiture la mieux classée, les autres voitures du même constructeur ne marquant aucun point.

### Courses
| Manche | Circuit       | Pilote vainqueur                               | Écurie                        | Constructeur | Résultats |
| ------ | ------------- | ---------------------------------------------- | ----------------------------- | ------------ | --------- |
| 1      | Buenos Aires  | Masten Gregory Eugenio Castellotti Luigi Musso | Scuderia Temple Buell #10     | Ferrari      | Résultats |
| 2      | Sebring       | Jean Behra Juan Manuel Fangio                  | Officine Alfieri Maserati #19 | Maserati     | Résultats |
| 3      | Brescia       | Piero Taruffi                                  | Scuderia Ferrari #535         | Ferrari      | Résultats |
| 4      | Nürburgring   | Tony Brooks Noël Cunningham-Reid               | David Brown #14               | Aston Martin | Résultats |
| 5      | Le Mans       | Ivor Bueb Ron Flockhart                        | Ecurie Ecosse #3              | Jaguar       | Résultats |
| 6      | Rabelöfsbanan | Jean Behra Stirling Moss                       | Officine Alfieri Maserati #7  | Maserati     | Résultats |
| 7      | Caracas       | Peter Collins Phil Hill                        | Scuderia Ferrari #14          | Ferrari      | Résultats |

### Championnat du monde des constructeurs
Seuls les quatre meilleurs résultats des sept courses sont pris en compte dans le classement. Les autres points ne sont pas comptabilisés et sont indiqués en italique.
| Pos | Constructeur | BUE | SEB | MMI | NÜR | LMS | KRI | VEN | Total |
| --- | ------------ | --- | --- | --- | --- | --- | --- | --- | ----- |
| 1   | Ferrari      | 8   | 3   | 8   | 6   | 2   | 6   | 8   | 30    |
| 2   | Maserati     | 6   | 8   | 3   | 2   |     | 8   | 1   | 25    |
| 3   | Jaguar       | 3   | 4   |     |     | 8   | 2   |     | 17    |
| 4   | Aston Martin |     |     |     | 8   |     |     |     | 8     |
| 5   | Porsche      |     |     | 2   | 3   |     |     | 2   | 7     |
| 6   | O.S.C.A.     | 1   |     |     |     |     |     |     | 1     |